# Kirchberg im Wald
Kirchberg im Wald là một đô thị ở huyện Regen bang Bayern thuộc nước Đức.